# Zvonimir Balog
Zvonimir Balog (Sveti Petar Čvrstec u blizini Križevaca, 30. svibnja 1932. – Zagreb, 2. studenoga 2014.) bio je utemeljitelj suvremene hrvatske dječje poezije i najnagrađivaniji hrvatski dječji pisac.

## Životopis
Rođen je 30. svibnja 1932. godine u Svetom Petru Čvrstcu blizu Križevaca. U Zagrebu je završio Školu primijenjenih umjetnosti i Pedagošku akademiju. Studirao je pedagogiju. U životu je radio puno poslova, a neki od njih su: administrator, pipničar, dekorater, nastavnik, predavač na Pedagoškoj akademiji, urednik časopisa, televizijski urednik i drugo. Osim što je bio pisac bio je i slikar, kipar i ilustrator. Napisao je šezdesetak knjiga za djecu i odrasle, a i autor je nekih antologija. 
U teoriji književnosti i književnoj kritici Zvonimir Balog smatra se utemeljiteljem suvremene hrvatske dječje poezije. Zvonimir Balog najnagrađivaniji je hrvatski dječji pisac. Višestruko je nagrađivan svim poznatim književnim nagradama. Književno djelo Zvonimira Baloga poznato je i čitateljima izvan Hrvatske. Tekstovi su mu prevedeni na devetnaest jezika.
Preminuo je 2. studenoga 2014.
Neka njegova djela je u svojoj antologiji Żywe źródła iz 1996. s hrvatskog na poljski prevela poljska književnica i prevoditeljica Łucja Danielewska.

## Nagrade
- višestruki dobitnik nagrade "Grigor Vitez",
- višestruki dobitnik nagrade "Ivana Brlić-Mažuranić",
- Goranovu plaketu i druge[2]
- dobitnik povelje 'Visoka žuta žita' za sveukupni književni opus i trajni doprinos hrvatskoj književnosti 2003. na 14. Pjesničkim susretima u Drenovcima
- dobitnik nagrade [Zmajevih dječjih igara]

## Djela
| - Knjiga sedmorice (Zagreb, 1957.) [Knjiga] - Od doseljenja Hrvata do najnovijih debata: humor u hrvatskom pjesništvu (Zagreb, 1975.) [Knjiga] - Panorama granice (Panorama granice (Riječi), 2002., 1/3), str. 1-419 (2002.) [Članak] - Zagreb, hrvatska metropola: gradski vodič (Zagreb, 1993.) [Knjiga] - Zlatna knjiga svjetske poezije za djecu (Zagreb, 1975.) [Knjiga] - Zlatolist čarobnog štiva (Zagreb, 1996.) [Knjiga] - A gigantic scarp, (Zagreb, 2004.) [Knjiga] - Bijesne gliste, (Zagreb, 1989.) [Knjiga] - Bonton: kako da ne postanem klipan - ica u 100 lekcijica,(Zagreb, 1986.) [Knjiga] - Bonton ali Kako ne postaneš teleban v 100 lekcijah, (Ljubljana, 2003.) [Knjiga] - Bosonogi general: humoristični roman, (Zagreb, 1988.) [Knjiga] - Carski zez, (Zagreb, 1999.) [Knjiga] - Četvrtasta kugla, (Vinkovci, 2007.) [Knjiga] - Dijete koje se nije htjelo roditi, (Zagreb, 2008.) [Knjiga] - Drveni konj, (Zagreb, 1986.) [Knjiga] - Drvo hotel Balog, (zagreb, 1997.) [Knjiga] - Ekvilibrij: [1950. - 1960.], (Zagreb, 1962.) [Knjiga] - Gdje žive životinje?, (Zagreb, 1983.) [Knjiga] - Gljivograd, (Zagreb, 1986.) [Knjiga] - Golema mrvica, (Zagreb, 2004.) [Knjiga] - Ide jedna iduskara, (Novi Sad, 1989.) [Knjiga] - Izbor iz djela, (Zagreb, 1996.) [Knjiga] - Ja magarac, (Zagreb, 1973.) [Knjiga] - Jednodžeki Ok, (Zagreb, 1997.) [Knjiga] - Još smo maleni, (Zagreb, 1989.) [Knjiga] - Kako sam došao na svijet, (Novi Sad, 1981.) [Knjiga] - Kako sam došao na svijet, (Varaždin, 2007.) [Knjiga] - Klekovačke vještice, (Zagreb, 2009.) [Knjiga] - Koga se boje životinje?, (Zagreb, 1983.) [Knjiga] - Konj spava u cipelama, (Zagreb, 1989.) [Knjiga] - Leonardo nad Zagrebom, (Zagreb, 1994.) [Knjiga] - Ljubav za početnike, (Zagreb, 1991.) [Knjiga] - Ljubav za početnike, (Varaždin, 2007.) [Knjiga] - Lovci tralalovci, (Zagreb, 1986.) [Knjiga] - Mačji oglas, (Zagreb, 1980.) [Knjiga] - Mačkonja i mišonja, (Zagreb, 1986.) [Knjiga] - Male ljudetine, (Varaždin, 2007.) [Knjiga] - Male ljudetine: hrvatske stilske vježbetine, (Zagreb, 1993.) [Knjiga] - Male priče o velikim slovima: moja prva abeceda, (Zagreb, 1976.) [Knjiga] - Medo Edo, (Zagreb, 1986.) [Knjiga] - Mijau, av, mu, kokoda, (Zagreb, 1989.) [Knjiga] | - Nevidljiva Iva, (Zagreb, 1970.) [Knjiga] - Nice manners or How I can avoid growing up to be a twit, (Zagreb, 2000.) [Knjiga] - O, bože, kako sam ja blesav: dramske i lutkarske igre za velike i male, (Varaždin, 2007.) [Knjiga] - Okrugla knjiga, (Zagreb, 1985.) [Knjiga] - Omča, (Rijeka, 1987.) [Knjiga] - Papagaj Gaj a kocur Cur, ([Bratislava?], 2009.) [Knjiga] - Pepeo i pepeo, (Zagreb, 1968.) [Knjiga] - Pjesme sa šlagom ili Šumar ima šumu na dlanu: zanimanja, (Zagreb, 1975.) [Knjiga] - Pjesme za prvu ruku, (Zagreb, 2003.) [Knjiga] - Pljesak travi i zvijezdama, (Zagreb, 1984.) [Knjiga] - Pogled na zemlju, (Zagreb, 1988.) [Knjiga] - Predživot: roman, (Zagreb, 2001.) [Knjiga] - Preporučena ptica: pjesme, (Zagreb, 1975.) [Knjiga] - Pusa od krampusa, (Zagreb, 1966.) [Knjiga] - Putujuća ulica, (Zagreb, 1986.) [Knjiga] - Razlavljeni lav, (Zagreb, 1971.) [Knjiga] - Riba na biciklu: pjesme, (Zagreb, 1977.) [Knjiga] - Sklon disanju: pjesme, (Zagreb, 1982.) [Knjiga] - Slone volim te, (Varaždin, 2007.) [Knjiga] - Slone, volim te, (Zagreb, 2000.) [Knjiga] - Sto najzanimanja, (Varaždin, 2007.) [Knjiga] - Sto najzanimanja: što ću biti kad odrastem, (Zagreb, 1990.) [Knjiga] - Sto posto ćemo biti tropa kad nas pod svoje uzme Europa, (Vinkovci, 2004.) [Knjiga] - Šašavi, (Zagreb, 1975.) [Knjiga] - Što jedu životinje?, (Zagreb, 1983.) [Knjiga] - Što rade životinje?, (Zagreb, 1983.) [Knjiga] - Šus zvijezda, (Zagreb, 1997.) [Knjiga] - Tko je čega sit, (Zagreb, 1980.) [Knjiga] - Tri ja magarca, (Varaždin, 2008.) [Knjiga] - Tristo šezdeset petoro braće, (Zagreb, 1997.) [Knjiga] - Veseli zemljopis: hrvatske rijeke, planine i otoci, (Zagreb, 1994.) [Knjiga] - Zeca vole djeca, (Zagreb, 1989.) [Knjiga] - Zeleni mravi, (Zagreb, 1977.) [Knjiga] - Zeleni smijeh, (Zagreb, 2000.) [Knjiga] - Zlatna nit, (Zagreb, 1978.) [Knjiga] - Zmajevi i vukodlaci: humoristične priče za djecu i mladež, (Zagreb, 2003.) [Knjiga] - Zmijice, mačkobus i osmeronogi konj, (Zagreb, 2007.) [Knjiga] - Životinje i njihova djeca, (Zagreb, 1989.) [Knjiga] - Slon i mrav Radić, Perica (Zagreb, 2006.) [Vizualna građa], 1 video DVD (9 min) |

Neke od njegovih knjiga ilustrirao je poznati hrvatski ilustrator Ivan Antolčić a neke je ilustrovao i sam.